# Саскуэханноки
Саскуэ́ханноки, саскуэ́ханнок или сасквеханнок (англ. Susquehannock) — исчезнувший ирокезоязычный индейский народ, населявший долину реки Саскуэханна в её нижнем течении. Они занимали южную часть территории современного штата Нью-Йорк, восток Пенсильвании и север штата Мэриленд и сыграли значительную роль в данном регионе. Последние представители народа саскуэханноков были перебиты жителями Пенсильвании во время Восстания Понтиака.

## Название
Разным европейцам этот народ был известен под разными названиями:
- Андасте (фр. Andaste) — название, заимствованное из языка гуронов (Andastoerrhonon) и означающее — «люди за чернеющим хребтом» (Аппалачами).
- Минква или Белые минква (нидерл. Minquas) — название, заимствованное у алгонкинов ленапе (традиционных врагов саскуеханнок), которое можно перевести как «коварный», «вероломный»[1]. Использовалось голландскими и шведскими колонистами. Ту же этимологию имеет и название народа минго.
- Саскуэханноки (англ. Susquehannock) — название, данное поселенцами Виргинии и Мэриленда, производное от реки Саскуэханна (на языке местных алгонкинов «грязная река»)
- Конестога (англ. Conestogas) — название, данное поселенцами Пенсильвании, по одноимённому поселению.

Эти названия могут варьироваться в зависимости от диалекта языка-источника (ирокезской или алгонкинской семьи). Эндоэтноним этого народа не сохранился.

## Язык
Саскуэханноки говорили на ирокезском языке. Небольшие свидетельства этого языка сохранились в письменных источниках. Почти единственным таким источником является «Vocabula Mahakuassica», составленный шведским миссионером Йоханнесом Кампаниусом в течение 1640-х годов.  
Словарь Кампаниуса содержит лишь около ста слов, однако их достаточно, чтобы определить его принадлежность к северной ветви ирокезских языков и близость к языкам Лиги Ирокезов. Причиной такой слабой сохранности могут являться частые вспышки оспы, которые препятствовали контактам с носителями языка, а также способствовали их депопуляции.

## Культура

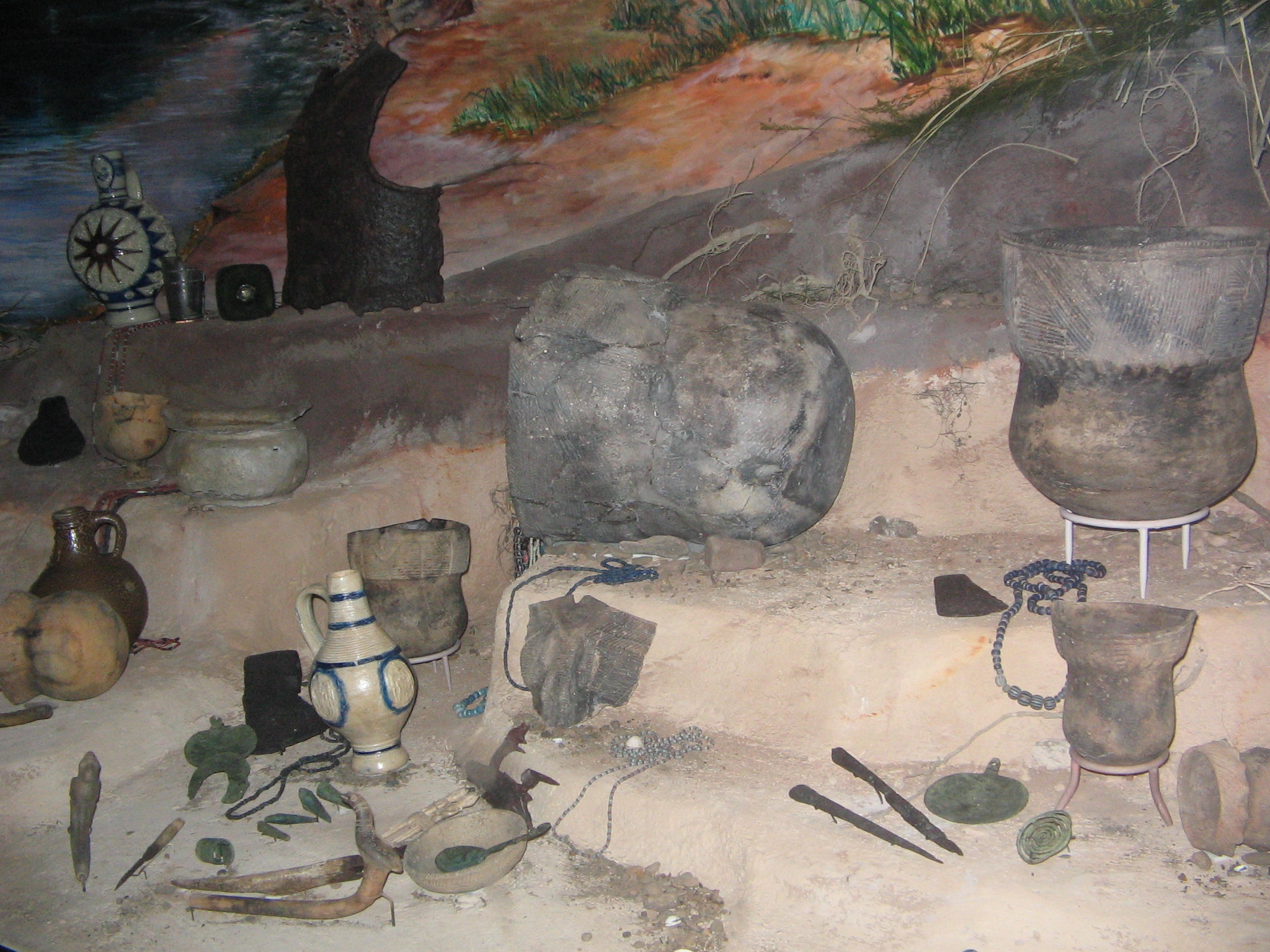
Артефакты саскуеханнок на выставке в Государственном музее Пенсильвании в Гаррисберге

Индеец саскуэханнок на гравюре XVII века, созданной по описанию Джона Смита

О культуре саскуэханноков известно крайне мало, однако принято считать, что она мало отличалась от культуры ирокезов. Они также жили в длинных домах, образующих большие укреплённые деревни. В поселениях вдоль рек дома могли быть свайными. Политическая и социальная организация так же были подобны ирокезским: господствовала родовая община, родство было матрилинейным, а брак матрилокальным.
Хозяйство было типичным для индейцев Вудленда. Как и другие народы региона, саскуэханноки выращивали «Три сестры» (тыква, фасоль и маис), занимались охотой и собирательством. Некоторую специфику вносила близость морского побережья, куда отправлялись многие саскуэханноки после завершения весенних работ, и где они занимались рыбной ловлей и сбором моллюсков (мидий). Осенью они возвращались, чтобы заняться сбором урожая, охотой и промыслом бобра.
Для военных и мирных целей саскуэханноки использовали каноэ, которые они не выдалбливали из ствола дерева, как ирокезы, а обтягивали древесной корой, подобно гуронам. Первооткрыватели также упоминали о сравнительно большом, по сравнению с окружающими племенами, ассортименте оружия, использовавшегося саскуэханноками в их войнах. Позднее многие традиционные виды вооружения уступили место получаемым от европейских торговцев ружьям и томагавкам, также упоминается об использовании саскуэханноками лёгких пушек, вероятно, шведского происхождения. Керамические изделия производились традиционным для индейцев Вудленда способом.